# CAFA Nations Cup
La CAFA Nations Cup, organizzata dalla CAFA e dall'AFC, è una competizione calcistica in cui si affrontano le nazionali maschili della Federazione calcistica dell'Asia centrale. 

## Storia
A seguito della dissoluzione dell'Unione Sovietica, le cinque repubbliche dell'Asia centrale aderirono inizialmente alla Comunità degli Stati Indipendenti, la quale partecipò al campionato europeo di calcio 1992 in Svezia, al termine del quale i suddetti paesi organizzarono le proprie federazioni calcistiche, che aderirono tutte e cinque all'AFC. In quello stesso periodo venne organizzata la prima edizione della Coppa dell'Asia Centrale tra le nazionali del Kazakistan, del Kirghizistan, del Tagikistan, del Turkmenistan e dell'Uzbekistan, mentre una seconda edizione venne organizzata nel 1994.
Nel 1997 le cinque federazioni aderirono alla CSAFF, ma non presero mai parte al torneo per squadre nazionali organizzato dalla subconfederazione. Nel 2002 il Kazakistan scelse di aderire alla UEFA, mentre nel 2015 le quattro nazionali centrasiatiche rimanenti, assieme all'Afghanistan e all'Iran, fondarono la CAFF. Questa decisione produsse l'idea di creare un torneo in cui potessero competere le suddette nazionali e l'edizione inaugurale venne pianificata per l'ottobre 2018, con Tashkent quale sede delle partite. Tuttavia, il torneo non fu disputato e la sua organizzazione fu posticipata a data da destinarsi. Nel marzo 2023 la CAFA annunciò che la prima edizione della competizione si sarebbe tenuta nel giugno dello stesso anno in Turkmenistan e Kirghizistan, nelle città di Tashkent e Biškek. Alla prima edizione avrebbero preso parte le sei associazioni membri della CAFA, con l'aggiunta di due inviti: la Russia e un'altra selezione asiatica da confermare. Il 19 aprile la Russia ha rifiutato l'invito al torneo ed è stata sostituita il 24 aprile dall'Oman, in seguito al rifiuto a partecipare da parte della Thailandia.

## Edizioni

### Coppa dell'Asia Centrale
| Anno | Nazione ospitante |            | Classifica finale | Classifica finale | Classifica finale | Classifica finale |
| Anno | Nazione ospitante | Campione   | 2º posto          | 3º posto          | 4º posto          |                   |
| ---- | ----------------- | ---------- | ----------------- | ----------------- | ----------------- | ----------------- |
| 1992 | Itinerante        | Kazakistan | Uzbekistan        | Turkmenistan      | Kirghizistan      |                   |
| 1994 | Uzbekistan        | Uzbekistan | Turkmenistan      | Kazakistan        | Tagikistan        |                   |

### CAFA Nations Cup
| 2023 | Kirghizistan Uzbekistan | Iran | 1 - 0 Stadio Nazionale, Tashkent | Uzbekistan | Oman | 1 - 0 Stadio centrale Paxtakor, Tashkent | Kirghizistan |
| 2025 | Tagikistan Uzbekistan   |      | Stadio Nazionale, Tashkent       |            |      | Stadio centrale di Hisor, Hisor          |              |

## Medagliere
| Squadra      | Vittorie | Secondi Posti | Terzi posti | Quarti posti | Totale piazzamenti nei primi 4 posti | Edizioni vinte | Partecipazioni |
| ------------ | -------- | ------------- | ----------- | ------------ | ------------------------------------ | -------------- | -------------- |
| Iran         | 1        |               |             |              | 1                                    | 2023           | 1              |
| Uzbekistan   |          | 1             |             |              | 1                                    |                | 1              |
| Oman         |          |               | 1           |              | 1                                    |                | 1              |
| Kirghizistan |          |               |             | 1            | 1                                    |                | 1              |

## Paesi ospitanti
| Numero edizioni | Paese        | Anno/i     |
| --------------- | ------------ | ---------- |
| 2               | Uzbekistan   | 2023, 2025 |
| 1               | Kirghizistan | 2023       |
| 1               | Tagikistan   | 2025       |

## Statistiche

### Partecipazioni e prestazioni
| Squadra          | 2023 | 2025 | Totale |
| ---------------- | ---- | ---- | ------ |
| Afghanistan      | G    | -    | 1      |
| Iran             | 1º   | -    | 1      |
| Kirghizistan     | 4º   | -    | 1      |
| Tagikistan       | G    | -    | 1      |
| Turkmenistan     | G    | -    | 1      |
| Uzbekistan       | 2°   | -    | 1      |
| Nazioni invitate |      |      |        |
| India            | -    | -    | 0      |
| Oman             | 3°   | -    | 1      |

### Classifica assoluta dei marcatori
| Giocatore             | Nazionale  | Reti |
| --------------------- | ---------- | ---- |
| Mehdi Taremi          | Iran       | 6    |
| Sardar Azmoun         | Iran       | 4    |
| Eldor Shomurodov      | Uzbekistan | 3    |
| Jaloliddin Masharipov | Uzbekistan | 2    |

### Capocannonieri delle singole edizioni
| Edizione | Capocannoniere | Nazione | Gol |
| -------- | -------------- | ------- | --- |
| 2023     | Mehdi Taremi   | Iran    | 6   |
| 2025     |                |         |     |